# Erik Botheim
Erik Botheim (født 10. januar 2000) er en norsk fodboldspiller, der spiller som angriber. Han spiller for Malmö FF.

## Karriere
Erik Botheim begyndte sin karriere i Lyn Fotball, hvor han fik debut 15 år gammel, da han i juni 2015 blev indskiftet i en kamp mod Ullern. Han scorede sit første mål som senior i oktober 2015, da han score i Lyns 9–2 sejr over Holmen.
I juli 2016 skrev Botheim kontrakt med Rosenborg. Han fik debut for Rosenborg den 26. april 2017 i startopstillingen i første runde af den norske pokalturnering i en kamp mod Strindheim. Senere på sæsonen fik han den 17. september 2017 debut i den norske Eliteserien, hvor han blev skiftet ind i en kamp mod Vålerenga, der blev vundet 3-0 med bl.a. to mål af Niklas Bendtner. Første scoroing i Eliteserien blev opnået mod Tromsø den 7. juli 2018. Året efter scorede han sit første hattrick igen i en kmap mod Tromsø. Den 15. februar 2021 besluttede Botheim og Rosenborg af ophæve kontrakten, og han skiftede herefter til FK Bodø/Glimt. Den 21. oktober 2021 scorede Botheim to mål i Bodo/Glimt's 6-1 sejr over Roma i UEFA Europa Conference League. AS Roma vandt senere i sæsonen turneringen.
Den 22. december 2021 indgik han en kontrakt på 3,5 år med den russisske klub FC Krasnodar. Kontrakten blev den 3. marts 2022 suspenderet som følge af Ruslands invasion af Ukraine, og den 18. maj 2022 blev kontrakten ophævet.